# Османов, Абдурахман Османович
Абдурахман Османович Османов (25 февраля 1950, с. Гергебиль, Гергебильский район, Дагестанская АССР, СССР) — советский и российский медик, доктор медицинских наук, ректор Дагестанского государственного медицинского университета (1998—2013).

## Биография
В 1975 году окончил Дагестанский медицинский институт. После окончания института по распределению направлен в город Йошкар-Олу, где работал хирургом. В 1998 году защитил докторскую диссертацию в Научном центре хирургии Российской академии медицинских наук на тему: «Хирургическое лечение осложнений эхинококкоза печени». В 1998 году коллективом ДГМА избран ректором. В 1999 году ему присвоено учёное звание профессора по кафедре хирургических болезней с курсом травматологии и ортопедии. С 1999 года являлся депутатом Народного собрания Республики Дагестан. В конце августа 2013 года у него произошёл конфликт в ходе процедуры избрания главы Дагестана Рамазана Абдулатипова. После чего, в том же 2013 году, он покинул пост ректора. Также на него завели уголовное дело по подозрению в мошенничестве, превышении должностных полномочий и служебном подлоге (по 17 эпизодам). На счету Османова более 150 научных работ, получено 4 патента на изобретение. Под его руководством защищено пять докторских диссертаций.

## Трудовая карьера
- 1975—1980 — врач-хирург Йошкар-Олинской горбольницы;
- 1980—1984 — аспирант ДМИ и Всесоюзного научного центра хирургии;
- 1984—1998 — работа на кафедре общей хирургии в должности ассистента, доцента, помощником ректора ДГМА;
- 1998—2002 — профессор кафедры хирургии с курсом травматологии, ортопедии и ВПХ;
- 1998—2013 — ректор ДГМУ;

## Награды и звания
- Орден Дружбы;
- Почётная грамота Народного собрания Республики Дагестан;
- Лауреат международной награды «Святая София»;
- Лауреат Госпремии Республики Дагестан по науке;
- Заслуженный врач Российской Федерации;
- Заслуженный деятель науки Республики Дагестан;
- Орден «За заслуги перед Республикой Дагестан»;